# ماسیمو ونتوریلو
ماسیمو ونتوریلو (ایتالیایی: Massimo Venturiello؛ زادهٔ ۴ اوت ۱۹۵۷) بازیگر، صداپیشه و کارگردان نمایش اهل ایتالیا است.
از فیلم‌هایی که وی در آن نقش داشته‌است، می‌توان به گناه و شرم، زندگی عجیب است، صبح بخیر، بابل، زمین ما و خانواده اشاره کرد.